# Drosophila daruma
Drosophila daruma är en tvåvingeart som beskrevs av Toyohi Okada 1956. Drosophila daruma ingår i släktet Drosophila och familjen daggflugor.
Artens utbredningsområde är östra och sydöstra Asien och inkluderar Indien, Kina, Koreahalvön och Boninöarna.